# Bedienelemente einer Dampflokomotive
Dieser Artikel erläutert die Bedienelemente im Führerstand von Dampflokomotiven.
Die aufgeführten Bedienelemente unterscheiden sich je nach Bauart einer Lokomotive.

## Bedienelemente

### Bedienelemente des Lokführers
Regler
Der Regler (auch Regulator genannt) ist meist ein großer, axial drehbarer Hebel, dominierend in der Mitte an der Kesselwand, bei Seitenzugreglern seitlich neben dem Stehkessel. Er öffnet das Ventil im Dampfdom zur Versorgung der Zylinder und stellt damit quasi den "Gashebel" der Lok dar, mit dem der Dampfdruck im Schieberkasten gesteuert wird. Im technischen Sinne handelt es sich nicht um einen Regler, da er nicht automatisch auf geänderte Druckverhältnisse reagiert, sondern um einen schlichten Stellhebel.
Steuerung
Typischerweise ein Handrad oder eine Kurbel auf der Lokführerseite. Die Steuerung wirkt auf die Lage der Schieberschubstange in der Schwinge und bestimmt damit die Öffnungszeiten der Schieber und so die in die Zylinder gelangende Dampfmenge, auch Füllung genannt. Beim Anfahren wird mit der maximalen Füllung gefahren, damit steht das maximale Drehmoment zur Verfügung, die Maschine arbeitet aber auch mit maximalem Dampfverbrauch.
Die Steuerung lässt sich mit einer Gangschaltung vergleichen, da durch deren Stellungen das an den Antriebsrädern zur Verfügung stehende Drehmoment verändert werden kann. Allerdings sind Dampfmaschinen elastischer als Verbrennungsmotoren und brauchen keine Getriebeuntersetzung, da sie in der Lage sind, unter Last anzulaufen. Wenn die Zylinder bei hoher Geschwindigkeit und niedriger Last voll gefüllt werden, bedeutet dies einen unnötig hohen Dampf- und Brennstoffverbrauch. Stattdessen wird dann die Steuerung auf verkürzte Füllzeiten gestellt: Das Füllen der Zylinder wird lange vor dem Totpunkt beendet und der Dampf kann im Zylinder weiter expandieren.
Über die Steuerung wird auch die Fahrtrichtung bestimmt.
Zusatzbremsventil oder Zusatzbremshahn
Bei der Zusatzbremse wird der Luftdruck in den Bremszylindern der Lokomotive – unabhängig vom Rest des Zuges – gesteuert. Beim Zusatzbremshahn handelt es sich um einen Dreiwegehahn mit drei Stellungen. In der Füllstellung wird der Bremszylinder mit Druckluft gefüllt, in der Abschlussstellung ist der Bremszylinder abgesperrt – es kann weder Luft hinzukommen noch entweichen – und in der Lösestellung ist der Bremszylinder mit der freien Luft verbunden und somit drucklos. Ein Zusatzbremsventil erfüllt die gleiche Aufgabe, ist aber ähnlich wie ein Führerbremsventil aufgebaut.
Führerbremsventil
Mit dem Führerbremsventil wird der Luftdruck in der Hauptbremsleitung des Zuges gesteuert. Beim Führerbremsventil handelt es sich meist um ein Drehschieberventil. Es hat gegenüber dem Zusatzbremsventil mehrere Zwischenstellungen. In der Betriebsstellung zum Beispiel wird der Luftdruck in der Bremsleitung automatisch nachgeregelt, wenn durch kleine Undichtigkeiten Druckluft verloren geht; die Schnellbremsstellung dient dazu, möglichst schnell die Bremse zum Ansprechen zu bringen, um einen kurzen Bremsweg zu erreichen.
Zylinderventilzug
Mit dem Zylinderventilzug werden die an jedem Arbeitsraum der Dampfzylinder angebrachten Ventile bedient. Bei nicht betriebswarmer Maschine werden diese geöffnet, um Kondenswasser abfließen zu lassen. Außerdem können sie zum Vorwärmen der Zylinder verwendet werden, indem bei geöffneten Zylinderventilen und angezogener Bremse der Regler leicht geöffnet wird, um so etwas Dampf durch die Zylinder strömen zu lassen. Bei betriebswarmen Zylindern werden die Zylinderhähne geschlossen. Sie können aber während der Fahrt geöffnet werden, wenn z. B. Wasser aus dem Kessel übergerissen wird und dadurch Wasserschläge drohen.
Lichtschalter
Streckenlaternen der Lok, Triebwerksleuchten und Führerstandsbeleuchtung.
PZB/Indusi
Bedientafel der Punktförmigen Zugbeeinflussung (PZB), umgangssprachlich auch Induktive Zugsicherung (Indusi) genannt.
Pfeifenzug
Mit dem Pfeifenzug wird die Dampfpfeife der Lokomotive betätigt.
Läutewerk
Auf Lokomotiven, die Strecken mit ungesicherten Bahnübergängen befahren, muss ein Läutewerk vorhanden sein. Dieses wird bei älteren Lokomotiven mit Dampf, bei neueren mit Druckluft betrieben.

### Bedienelemente des Heizers
Auch bei Lokomotiven mit Stoker oder Ölfeuerung wurde auf den Heizer – der auch viele Wartungsarbeiten übernehmen muss – nicht verzichtet; ihm oblag dann die Bedienung von:
Feuerklappe oder Feuertür
Durch diese Öffnung werden Kohlen auf den Rost der Feuerbüchse geschaufelt. Damit die Feuertür nicht unnötig lange geöffnet ist, kann die Klappe oft beim Schaufeln mit einem Pedal geöffnet werden.
Dampfstrahlpumpe
Bei der Dampfstrahlpumpe handelt es sich um eine durch Dampfdruck angetriebene Pumpe, die Wasser aus dem Tender gegen den Kesseldruck in den Kessel fördert.
Anstellventil für Kolbenpumpe
Mit dem Anstellventil wird die Kolbenspeisepumpe angestellt und in ihrer Förderleistung gesteuert.
Dampfheizventil
Mit dem Dampfheizventil steuert der Heizer die Dampfmenge bzw. den Druck in der Heizdampfleitung, über welche der angehängte Zug beheizt wird.
Hilfsbläser
Wenn die Lokomotive Leistung abgibt, also der Regler geöffnet ist, wird der Saugzug durch den Abdampf der Maschine erzeugt. Im Stillstand oder bei geschlossenem Regler kann der Saugzug mit dem Hilfsbläser erzeugt werden. Dies ist vor allem dann wichtig, wenn der Heizer Kohle bei geschlossenem Regler oder im Stillstand nachlegen will, da ansonsten ein sogenannter Flammenrückschlag auftreten kann. Solche Flammenrückschläge sind sehr gefährlich und können zu tödlichen Verletzungen des Heizers führen.
Bei Schaufahrten mit historischen Dampflokomotiven betätigen geübte Heizer den Hilfsbläser, um bei der Einfahrt in Bahnhöfe trotz geschlossenem Regulator für Trainspotter Rauchwolken aus dem Schornstein zu erzeugen.
Ventil für Aschkasten-, Rauchkammer- und Kohlenspritze
Mit diesem Ventil kann Wasser das durch die Speisepumpen aus dem Tender gefördert wird zum Ablöschen von Glut im Aschkasten und der Rauchkammer sowie zum Nässen von Kohle auf dem Tender verwendet werden.
Abschlammschieber
Der Abschlammschieber selbst sitzt an der Vorderseite des Stehkessels an der tiefsten Stelle, er wird aber vom Führerhaus während der Fahrt bedient. Der Abschlammschieber wird, während der Kessel unter Druck steht, regelmäßig für einige Sekunden geöffnet, um abgesetzten Schlamm und Kesselstein aus dem Kessel abzulassen, bevor dieser sich festsetzt.
Schmierpumpe
Die Schmierpumpe versorgt Teile der Dampfmaschine zentral mit Öl. An der Schmierpumpe sind mehrere Schmierstellen angeschlossen und können einzeln in der Ölmenge geregelt werden. Darüber hinaus kann geprüft werden, ob eine Schmierstelle überhaupt Öl bekommt.
Anstellventil für den Turbogenerator
Bei Lokomotiven mit elektrischer Beleuchtung wird der Strom mittels eines dampfbetriebenen Turbogenerators erzeugt. Mit dem Anstellventil wird der Generator lediglich in Betrieb genommen oder abgestellt, die Drehzahl des Generators regelt dieser über einen Fliehkraftregler selbsttätig.

## Anzeigeelemente

### Anzeigeelemente des Lokführers
- Kesseldruck
- Schieberkastendruck
- Kesselwasserstände
- Tachometer
- Luftdruck Hauptluftbehälter
- Luftdruck Hauptluftleitung
- Luftdruck Bremszylinder

### Anzeigeelemente des Heizers
- Kesseldruck
- Kesselwasserstände
- Wasserstandsanzeige Tender
- Ölstand Tender (bei Ölfeuerung)
- Heizdruckmesser
- Hubanzeiger Kolbenspeisepumpe

## Bedienelemente bei Lokomotiven mit Sonderausrüstungen
Kondenstender
Bei Lokomotiven mit Kondenstender stehen dem Heizer zwei Umleitventile zur Verfügung. Mit dem einen Ventil kann er den Maschinenabdampf an der Saugzugturbine in der Rauchkammer vorbeileiten, um die Feueranfachung zu verändern. Das andere Ventil dient dazu, Dampf an den Turbinen für die Kühlgebläse im Tender vorbeizuleiten, um die Kühlleistung bzw. die Kondensattemperatur zu regeln.
Stokerfeuerung
Große Dampflokomotiven mit Kohlenfeuerung (wie z. B. die Big Boy) hätten jeden Heizer beim Schaufeln überfordert. Sie besaßen daher eine Förderanlage (meist eine Förderschnecke), Stoker genannt, die durch Dampfdruck angetrieben wurde. Der Heizer musste dann zumindest die Fördermenge regulieren und – über mechanische Verteilerschaufeln oder per Hand – für eine optimale Verteilung der Kohle über die Rostfläche sorgen.
Ölbrenner
Bei Ölfeuerung wurde das Öl meist durch Dampfdruck zerstäubt. Der Heizer bekommt hierzu einige weitere Bedienelemente:
Den Ölschieber, ein Handrad, mit dem er die Ölmenge, die den Brennern vom Tender durch die Schwerkraft zuläuft, steuern kann.
Jeder Brenner (meist sind es zwei) verfügt über ein eigenes Ventil, mit dem der Zerstäuberdampf eingestellt wird.